# Lac Boisvert (Rivière-Mistassini)
Pour les articles homonymes, voir Boisvert et Lac Boisvert.
Le lac Boisvert est un plan d’eau douce traversé par la rivière de l'Écluse, situé dans le territoire non organisé de Rivière-Mistassini, dans la municipalité régionale de comté (MRC) de Maria-Chapdelaine, dans la région administrative du Saguenay–Lac-Saint-Jean, dans la province de Québec, au Canada.
La zone du lac Boisvert est indirectement desservie par la route forestière R0216 qui remonte la rive Est de la vallée de la rivière aux Rats. Quelques routes forestières secondaires desservent le secteur surtout pour les besoins de la foresterie et des activités récréotouristiques.
La surface du lac Boisvert est habituellement gelée de la fin novembre au début avril, toutefois la circulation sécuritaire sur la glace se fait généralement de la mi-décembre à la mi-avril.

## Géographie
Les principaux bassins versants voisins du lac Boisvert sont :
- côté Nord : rivière aux Rats, ruisseau Narcisse, lac des Poissons Blancs ;
- côté Est : lac Yenevac, rivière Mistassibi, lac Éden, rivière Perron ;
- côté Sud : rivière de l'Écluse, Petit lac Boisvert, rivière aux Rats, rivière Mistassini, ruisseau Larouche, rivière à la Carpe, ruisseau à la Corne ;
- côté Ouest : lac de l'Écluse, rivière de l'Écluse, lac aux Rats, rivière Mistassini, rivière Samaqua, Petite rivière aux Foins, rivière de la Perdrix Blanche.

Le lac Boisvert comporte une superficie de km2, une longueur de 4,6 km, une largeur maximale de 0,6 km et une altitude de 215 m. Ce lac comporte dans sa partie Nord une baie s’étirant sur 1,3 km vers l’Est ; dans sa partie Sud une autre baie s’étirant sur 1,9 km vers l’Ouest formant un L inversé. Ce lac compte trois îles.
L’embouchure du lac Boisvert est localisée au Nord-Ouest, soit à :
- 2,1 km au Nord-Est du lac Mathieu ;
- 2,6 km au Nord de la confluence de la décharge de ce lac et de la rivière de l'Écluse ;
- 6,4 km au Nord-Est d’une baie du lac aux Rats ;
- 8,1 km au Sud-Est de la confluence de la rivière de l'Écluse et de la rivière aux Rats ;
- 8,0 km au Sud-Ouest du cours de la rivière Mistassibi ;
- 16,1 km au Nord-Est du centre du village de Melançon ;
- 31,4 km au Nord-Ouest de la confluence de la rivière aux Rats et de la rivière Mistassini ;
- 32,0 km au Nord de la confluence de la rivière Mistassibi et de la rivière Mistassini ;
- 51,6 km au Nord de la confluence de la rivière Mistassini et du lac Saint-Jean[1].

À partir de l’embouchure du lac Boisvert, le courant descend successivement le cours de la :
- décharge du lac Boisvert sur 3,1 km vers le Sud-Ouest notamment en traversant le Petit lac Boisvert, jusqu'à la rivière de l'Écluse ;
- rivière de l'Écluse sur 10,3 km vers le Nord-Ouest, notamment en traversant la partie Nord du lac Mathieu et le lac de l'Écluse ;
- rivière aux Rats sur 55,5 km vers le Sud-Est ;
- rivière Mistassini sur 24,6 km vers l’Est, puis le Sud-Ouest.

À l’embouchure de cette dernière, le courant traverse le lac Saint-Jean sur 42,7 km vers l’Est, puis emprunte le cours de la rivière Saguenay vers l’Est sur 155 km jusqu'à la hauteur de Tadoussac où il conflue avec le fleuve Saint-Laurent.

## Toponymie
Le terme « Boisvert » constitue un patronyme de famille d’origine française.
Le toponyme "lac Boisvert" a été officialisé le 5 décembre 1968 par la Commission de toponymie du Québec.